# 里海人种
裏海人種，是高加索人種中地中海人種的分支。主要分布於裏海東南與高加索。
特徵是身材中低、体格强壮、深膚色、瘦削面、杏眼、黑眼球。
代表民族是阿塞拜疆人、庫梅克人、塔巴薩蘭人、土庫曼人。